# Northumberland
Northumberland je ceremoniální, nemetropolitní a tradiční hrabství na severu Anglie. Nijak se nečlení, jde o jednu, územně největší unitary authority v zemi. Má hranice s hrabstvími Cumbria, Durham a Tyne and Wear, se skotskou oblastí Scottish Borders a Severním mořem. Tradiční květinou hrabství je kakost.

## Hospodářství
Níže je tabulka uvádějící strukturu hospodářství Northumberlandu. Hodnoty jsou v milionech liber šterlinků.
| Rok  | Přidané hodnoty | Zemědělství | Průmysl | Služby |
| ---- | --------------- | ----------- | ------- | ------ |
| 1995 | 2,585           | 130         | 943     | 1,512  |
| 2000 | 2,773           | 108         | 831     | 1,833  |
| 2003 | 3,470           | 109         | 868     | 2,494  |